# Unterseeboot 110 (1940)
 (mai 2010).
Si vous disposez d'ouvrages ou d'articles de référence ou si vous connaissez des sites web de qualité traitant du thème abordé ici, merci de compléter l'article en donnant les références utiles à sa vérifiabilité et en les liant à la section « Notes et références ».
Pour les articles homonymes, voir Unterseeboot 110.
L'Unterseeboot 110 (ou U-110) est un sous-marin allemand de la Kriegsmarine de la Seconde Guerre mondiale de type IXB, lancé le 25 août 1940 par les chantiers navals AG Weser de Bremerhaven. Sa base est Lorient et il appartient à la 2. Unterseebootsflottille. Son commandant est le Kapitänleutnant (lieutenant de vaisseau) Fritz-Julius Lemp. Sa capture par les Britanniques a permis aux Alliés d'obtenir une machine Enigma intacte avec ses codes de chiffrement.

## Histoire
Du 9 mars 1941 au 29 mars 1941, il appareille de Kiel, en Allemagne, pour rejoindre Lorient, en France. Durant cette traversée de 20 jours, il patrouille jusqu'au sud de l'Islande, mais les tentatives pour couler deux navires alliés échouent à cause du manque d'entrainement de l'équipage. La seconde se solde même par l'explosion du canon de 105 mm, les servants ayant oublié d'ôter la tape de bouche du tube quand le sous-marin fit surface pour achever sa cible.
Du 15 avril 1941 au 9 mai 1941, il effectue une nouvelle patrouille au sud de l'Islande. Il coule d'abord un bâtiment britannique puis attaque le convoi OB-318. Il torpille deux cargos à l'est du cap Farvel. Grenadé par le HMS Aubrietia, hors de combat, il doit faire surface. L'ordre d'abandon est donné ainsi que celui de sabordage, mais paniqué, l'équipage se jette à l'eau sous le feu du HMS Bulldog et du HMS Broadway sans respecter les ordres. Une équipe de prise britannique est envoyée à bord de l' U-110, toujours à flot, qui est remorqué.

## Prise d'une Enigma
La perte du sous-marin U-110 aurait pu être sans grande conséquence pour le déroulement de la guerre si la précieuse machine Enigma M3097, ses clés de chiffrement et ses codes n'étaient pas tombés intacts dans les mains de l'équipe de prise avant d'être embarqués à bord d'un destroyer britannique. Aussitôt informée, l'Amirauté britannique impose une confidentialité et un silence total. Le président américain Roosevelt sera mis au courant de l'opération Primerose en janvier 1942 (décodage des codes secrets de la Kriegsmarine), également désignée sous le nom de code « Ultra ».
Le commandant Julius Lemp est probablement mort en tentant de terminer le sabordage. L' U-110 coule peu après par 60° 22′ N, 33° 12′ O, effaçant ainsi toute trace de sa destruction.

## Affectations
- 2. Unterseebootsflottille du 21 novembre 1940 au 28 février 1941 à Wilhelmshaven pendant sa période de formation
- 2. Unterseebootsflottille du 1er mars 1941 au 9 mai 1941 à la base sous-marine de Lorient en tant qu'unité combattante

## Commandement
- Kapitänleutnant Fritz-Julius Lemp du 21 novembre 1940 au 9 mai 1941.

## Patrouilles
|       | Commandant               | Départ        | Départ  | Arrivée      | Arrivée | Jours    | Succès   |
| ----- | ------------------------ | ------------- | ------- | ------------ | ------- | -------- | -------- |
| 1     | Kptlt. Fritz-Julius Lemp | 9 mars 1941   | Kiel    | 29 mars 1941 | Lorient | 21 jours | 8 078    |
| 2     | Kptlt. Fritz-Julius Lemp | 15 avril 1941 | Lorient | 9 mai 1941   | Coulé   | 25 jours | 16 644   |
| Total | Total                    | Total         | Total   | Total        | Total   | 46 jours | 18 824 t |

Note : KrvKpt. = Korvettenkapitän - Kptlt. = Kapitänleutnant

### Opérations Wolfpack
L'U-110 a opéré avec les Wolfpacks (meutes de loup) durant sa carrière opérationnelle:
1. West (9 mai 1941 - 9 mai 1941)

## Navires coulés
- L'Unterseeboot 110 a coulé 3 navires pour un total de 10 149 tonneaux et a endommagé 2 navires marchands pour un total de 8 675 tonneaux au cours de ses 2 patrouilles (46 jours en mer).

| Date          | Navire       | Nationalité | Tonnage | Fait      |
| ------------- | ------------ | ----------- | ------- | --------- |
| 16 mars 1941  | Erodana      | Royaume-Uni | 6 207   | Endommagé |
| 23 mars 1941  | Siremalm     | Norvège     | 2 468   | Endommagé |
| 27 avril 1941 | Henri Mory   | Royaume-Uni | 2 564   | Coulé     |
| 9 mai 1941    | Bengore Head | Royaume-Uni | 2 609   | Coulé     |
| 9 mai 1941    | Esmond       | Royaume-Uni | 4 976   | Coulé     |